# جنگ‌های سه پادشاهی

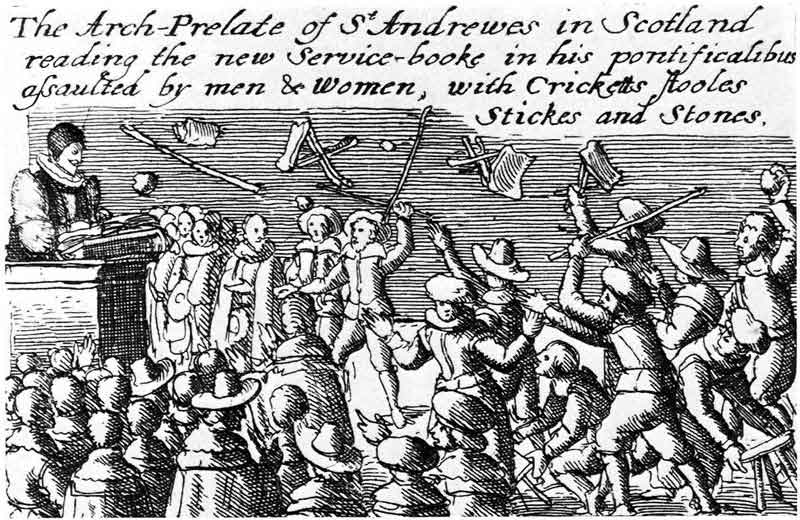
نگاره‌ای از صحنه پرتاب چارپایه توسط جنی گدس بر سر وزیر در کلیسای جامع سنت گیلز در اعتراض به استفاده از کتاب نماز مشترک انگلیکان در اسکاتلند، که بسیاری معتقند عامل اصلی در گرفتن شورش در اسکاتلند، جنگ اسقف‌ها و جنگ داخلی اسکاتلند بود.

جنگ‌های سه پادشاهی به مجموعه‌ای از جنگ‌ها گفته می‌شود که از سال ۱۶۳۹ تا ۱۶۵۱ در انگلستان، اسکاتلند و ایرلند رخ داد و پس از این مجموعه از جنگ‌ها این سه پادشاهی به زیر سلطهٔ یک حکمران به نام چارلز دوم انگلستان درآمدند. حاصل جنگ‌های سه پادشاهی که معروف‌ترین آن‌ها جنگ‌های داخلی انگلستان می‌باشد، بازگردانی پادشاهی انگلیسی و ادامه سلطنت دودمان استوارت بود.
مجموعه جنگ‌های سه پادشاهی شامل جنگ اسقف‌ها از سال ۱۶۳۹ و ۱۶۴۰، جنگ داخلی اسکاتلند از سال ۱۶۴۴-۱۶۴۵، شورش ایرلند در سال ۱۶۴۱ و تشکیل دولت خودگردان ایرلند و بقای آن از سال ۱۶۴۲-۱۶۴۹، فتح ایرلند توسط کرامول در ۱۶۴۹ پس از جنگ یازده ساله و جنگ‌های اول، دوم و سوم داخلی انگلیس از سال‌های ۱۶۴۲-۱۶۴۶، ۱۶۴۸-۱۶۴۹ و ۱۶۵۰-۱۶۵۱ که حاصل جنگ‌های داخلی انگلیس پیروزی پارلمان انگلیس و اعدام چارلز یکم انگلستان به دستور پارلمان در آن زمان بود.